# Karel Willemen
Karel Willemen (Dongen, 15 mei 1967) is een Nederlands industrieel vormgever.

## Loopbaan
Willemen studeerde Schilderkunst en Grafiek van 1984 tot 1988 aan de Koninklijke Academie voor Kunst en Vormgeving in 's-Hertogenbosch. Hierna kwam hij met een vakantiebaan bij de Efteling terecht om daar nog hetzelfde jaar als vormgever aan de slag te gaan, sinds 2000 is hij officieel ontwerper geworden.

## Eftelingportfolio

### Sprookjesbos
- Sprookjesboom
- Assepoester
- De animatronic voor het kasteel van Doornroosje
- Model van de animatronic van Klein Duimpje
- Verschillende bijdragen bij het sprookje Tafeltje dek je, ezeltje strek je en knuppel uit de zak
- Een aantal ornamenten bij De Chinese nachtegaal
- Een aantal ornamenten bij Repelsteeltje

### Attracties
- De Vliegende Hollander
- Joris en de Draak
- Bijdrage aan Droomvlucht (hoofdontwerper: Ton van de Ven)[1]
- Bijdrage aan het Volk van Laaf
- De zijingang van de Pandadroom
- Ontwerp van de nieuwe achtbaantreinen voor de Python
- Ontwerp van de nieuwe achtbaantreinen voor de Swiss Bob
- Huidige wachtruimte Vogel Rok
- Één scene van Symbolica

### Andere bijdragen
- Vakantiepark Bosrijk
- Station de Oost
- Casa Caracol (Restyle)

Lijst van attracties in de Efteling · Lijst van sprookjes in de Efteling · Afbeeldingen